# 諾格利基區

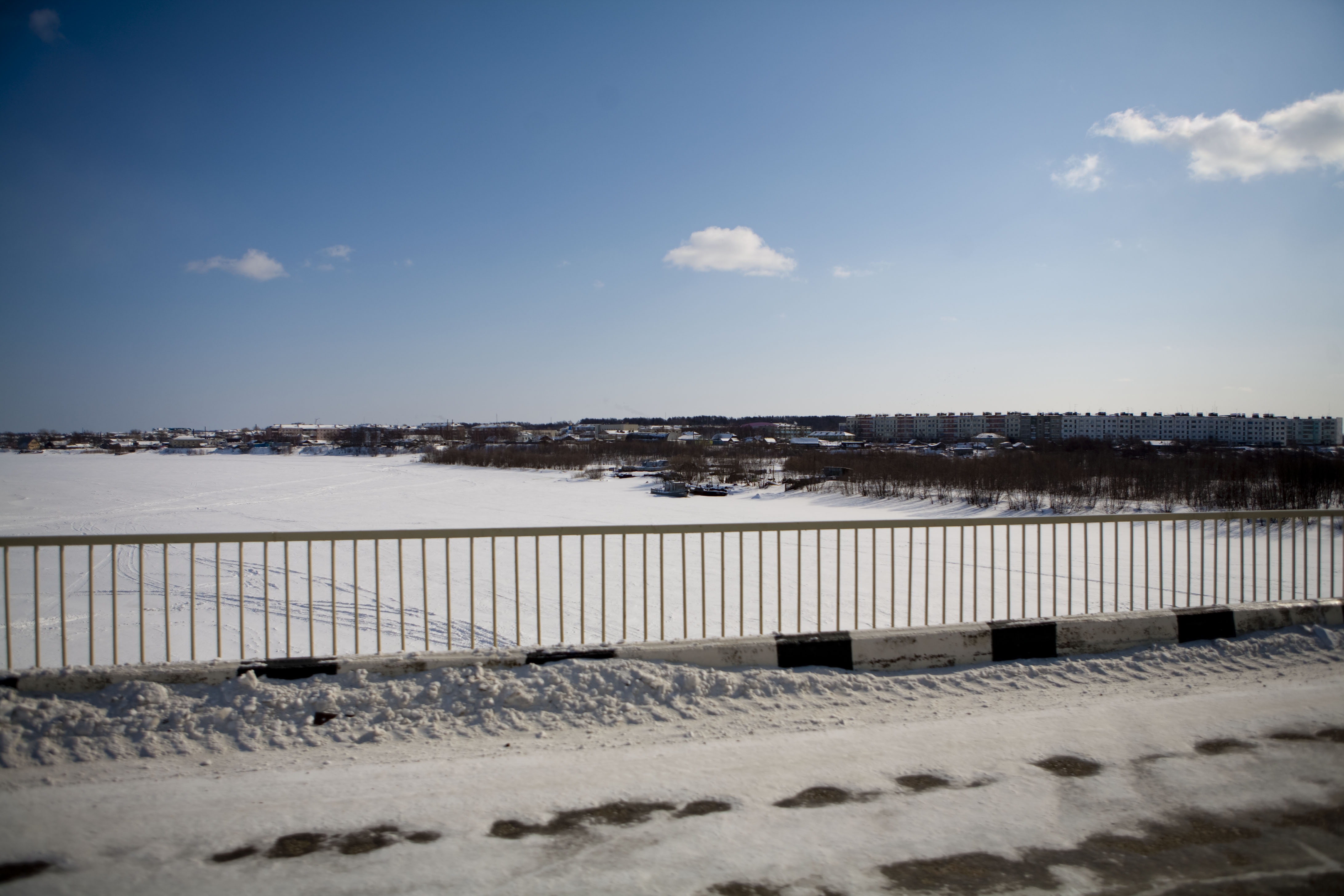

51°49′N 143°07′E / 51.817°N 143.117°E
諾格利基區（俄语：Ногликский район），是俄羅斯的一個區，位於該國東南部，由薩哈林州負責管轄，面積11,294.8平方公里，2010年人口12,124，人口密度每平方公里1.07人。